# 堪薩斯城體育會
堪薩斯城體育會（英語：Sporting Kansas City）也叫肯薩斯體育會，是美國職業足球大聯盟球隊，1995年成立，1996年球季以Kansas City Wiz名義參加比賽，後來因版權問題被迫改名Kansas City Wizards，兩者中文譯名皆為肯薩斯巫師。2011年球季開始，再度易名至堪薩斯城體育會。球隊的主場是兒童慈善公園。

## 榮譽
- 美國職業足球大聯盟杯：
  - 冠軍：2000年、2013年
  - 亞軍：2004年
- 美國職業足球大聯盟支持者盾杯：
  - 冠軍：2000年
  - 亞軍：1997年、2004年
- 美國公開杯
  - 冠軍：2004年

## 主教練
- Ron Newman （1996年–1999年）
- Ken Fogarty （1999年、代任）
- Bob Gansler （1999年–2006年）
- Brian Bliss （2006年、代任）
- Curt Onalfo （2006年-）

## 歷年戰績
| 年份   | 常規賽     | 季後賽   | 公開杯   | CONCACAF 冠軍杯 | 北美超級聯賽 |
| ------ | ---------- | -------- | -------- | --------------- | ------------ |
| 1996年 | 西岸第三   | 準決賽   | 半準決賽 | 未晉級          | 2007年舉辦   |
| 1997年 | 西岸第一   | 半準決賽 | 16強     | 未晉級          | 2007年舉辦   |
| 1998年 | 西岸第六   | 未晉級   | 16強     | 未晉級          | 2007年舉辦   |
| 1999年 | 西岸第六   | 未晉級   | 未晉級   | 未晉級          | 2007年舉辦   |
| 2000年 | 西岸第一*  | 冠軍     | 32強     | 未晉級          | 2007年舉辦   |
| 2001年 | 西岸第三   | 半準決賽 | 16強     | 未舉辦          | 2007年舉辦   |
| 2002年 | 西岸第五   | 半準決賽 | 準決賽   | 準決賽          | 2007年舉辦   |
| 2003年 | 西岸第二   | 準決賽   | 16強     | 未晉級          | 2007年舉辦   |
| 2004年 | 西岸第一   | 決賽     | 冠軍     | 未晉級          | 2007年舉辦   |
| 2005年 | 東岸第五   | 未晉級   | 半準決賽 | 第一圈          | 2007年舉辦   |
| 2006年 | 東岸第五   | 未晉級   | 16強     | 未晉級          | 2007年舉辦   |
| 2007年 | 東岸第五** | 準決賽   | 未晉級   | 未晉級          | 未參加       |
| 2008年 | 東岸第四   | 半準決賽 | 半準決賽 | 未晉級          | 未晉級       |
| 2009年 | 東岸第六   | 未晉級   | 半準決賽 | 未晉級          | 分組賽       |
| 2010年 | 東岸第六   | 未晉級   | 未晉級   | 未晉級          | 未晉級       |

* 贏得支持者盾杯

* 取得季後賽出線名額

## 外部連結
- 官方網站